# پرچم لتونی
پرچم لتونی برای اولین بار در ۲۷ فوریهٔ ۱۹۹۰ به رسمیت شناخته شد. به‌عنوان پرچم غیرنظامی و پرچم استان و نشان غیرنظامی شناخته می‌شود، و همچنین دارای تناسب ۱:۲ است. این پرچم دارای دو رنگ جگری و سفید است.